# Yumileidi Cumbá
Yumileidi Cumbá Jay (Guantánamo, 11 februari 1975) is een Cubaanse kogelstootster. Ze werd olympisch kampioene en meervoudig Cubaans kampioene. In totaal nam ze viermaal deel aan de Olympische Spelen. 
Ze is geboren in een familie zonder sportachtergrond.
Op het WK 1995 in Helsinki scheurde Yumileidi Cumbá Jay haar kniebanden en verdraaide haar meniscus in haar knie. Ze kon hierdoor niet verder gooien dan 15,80 m, wat niet genoeg was voor de finale. Dat was tevens het einde van haar seizoen, waarna ze een knieoperatie onderging in Havana. In 1996 kon ze niet verder gooien dan 18,57 en ze onderging dat jaar een tweede operatie.
In 1998 kwam Cumbá Jay weer op niveau en behaalde een gouden medaille op de Centraal-Amerikaanse en Caribische Spelen. Haar beste prestatie dat seizoen was 19,20. Op de Olympische Zomerspelen 2000 werd ze zesde. Haar beste seizoen is 2004, waarin ze olympisch kampioene (19,59) werd en met 19,97 ook haar persoonlijk record scherper stelde.

## Titels
- Olympisch kampioene kogelstoten - 2004
- Cubaans kampioene kogelstoten - 1994, 1995, 1998, 2000, 2001, 2002, 2003, 2004, 2005, 2006

## Persoonlijke records
Outdoor
| Onderdeel    | Prestatie | Datum           | Plaats |
| ------------ | --------- | --------------- | ------ |
| kogelstoten  | 19,97 m   | 8 augustus 2004 | Huelva |
| discuswerpen | 42,84 m   | 1993            |        |

Indoor
| Onderdeel   | Prestatie | Datum        | Plaats    |
| ----------- | --------- | ------------ | --------- |
| kogelstoten | 19,31 m   | 5 maart 2004 | Boedapest |

## Prestaties

### kogelstoten
Kampioenschappen
- 2006: 4e Wereldatletiekfinale, Stuttgart
- 2006:  Centraal-Amerikaanse en Caribische Spelen, Cartagena de Indias
- 2006: 5e WK Indoor, Moskou
- 2005: 4e WK, Helsinki
- 2004:  Olympische Spelen, Athene
- 2004:  Ibero-Amerikaanse kampioenschappen, Huelva
- 2004:  WK Indoor, Boedapest
- 2003:  Pan-Amerikaanse Spelen, Santo Domingo
- 2003: 6e WK Indoor, Birmingham
- 2002:  World Cup, Madrid
- 2002:  Ibero-Amerikaanse Spelen, Guatemala-Stad
- 2001:  Universiade, Peking
- 2001: 8e WK, Edmonton
- 2001: 5e WK Indoor, Lissabon
- 2000: 6e Olympische Spelen, Sydney
- 1999: 6e WK Indoor, Maebashi
- 1999:  Universiade, Palma de Mallorca
- 1999:  Pan-Amerikaanse Spelen, Winnipeg
- 1998:  Centraal-Amerikaanse en Caribische Spelen, Macaraibo
- 1995:  Pan-Amerikaanse Spelen, maart del Plata
- 1994:  WK Junioren, Lissabon
- 1993:  Centraal-Amerikaanse en Caribische Spelen, Ponce
- 1992: 4e WK Junioren, Seoel

Golden League-podiumplekken
- 2002:  Golden Gala – 19,17 m

1948: Micheline Ostermeyer ·
1952: Galina Zybina ·
1956: Tamara Tysjkevitsj ·
1960: Tamara Press ·
1964: Tamara Press ·
1968: Margitta Gummel ·
1972: Nadezjda Tsjizjova ·
1976: Ivanka Hristova ·
1980: Ilona Slupianek ·
1984: Claudia Losch ·
1988: Natalja Lisovskaja ·
1992: Svetlana Kriveljova ·
1996: Astrid Kumbernuss ·
2000: Janina Koroltsjik ·
2004: Yumileidi Cumbá ·
2008: Valerie Vili ·
2012: Valerie Adams ·
2016: Michelle Carter ·
2020: Gong Lijiao ·
2024: Yemisi Ogunleye